# Henry Longhurst
Henry Birt Longhurst (Brighton, Sussex, fevereiro de 1891 – Reading, Berkshire, 11 de abril de 1970) foi um ator britânico.

## Filmografia selecionada
- Let Me Explain, Dear (1932)
- Over the Garden Wall (1934)
- Dangerous Ground (1934)
- Sailors Don't Care (1940)
- A Place of One's Own (1945)
- The Long Dark Hall (1951)
- The Night We Got the Bird (1961)
- Heavens Above! (1963)
- Murder Ahoy! (1964)
- Young Cassidy (1965)
- Circus of Fear (1966)